# إيون إيليسكو
إيون إيليسكو (بالرومانية: Ion Iliescu) سياسي روماني، (ولد عام 1930) رئيس رومانيا بين أعوام 1990-1996 و2000-2004 حيث كان إميل كونستانتينسكو رئيسا في فترة 1996-2000. شغل منصبًا برلمانيًا في مجلس البرلمان الروماني ورئيس فخري للحزب الاجتماعي الديمقراطي.
وهو أول رئيس للجمهورية بعد إسقاط نظام نيكولاي تشاوتشيسكو.

## روابط خارجية
- إيون إيليسكو على موقع الموسوعة البريطانية (الإنجليزية)
- إيون إيليسكو على موقع مونزينجر (الألمانية)
- إيون إيليسكو على موقع إن إن دي بي (الإنجليزية)
- إيون إيليسكو على موقع ديسكوغز (الإنجليزية)